# Dániel Varga
Dániel Rudolf Varga (Budapeste, 25 de setembro de 1983) é um jogador de polo aquático húngaro, campeão olímpico. É irmão do também jogador Dénes Varga.

## Carreira
Varga fez parte da equipe campeã olímpica nos Jogos Olímpicos de 2008. Também integrou o elenco da Seleção Húngara de Polo Aquático nas duas edições seguintes de Jogos Olímpicos, ficando em quinto lugar tanto em Londres 2012 quanto no Rio 2016.